# Ромео!
Ромео! (англ. Romeo!) — американо-канадский телесериал, выпускавшийся в эфир телеканалом Nickelodeon между 2003 и 2006 годами, и состоявший из 53 эпизодов. Съёмки были выполнены в Ванкувере, Британская Колумбия, в то время как действие происходит в Сиэтле.
Иногда сериал повторно показывают на каналах Nickelodeon и BET. Повторный показ в телеблоке The N закончен 26 декабря 2008 года.

## Краткий обзор
Сюжет вращается вокруг начинающего рэпера Ромео, его стремлений, и его музыкальной одарённой семьи.

## Эпизоды
| Сезон   | № эпизода | Первый показ     | Последний показ |
| ------- | --------- | ---------------- | --------------- |
| сезон 1 | 20        | 13 сентября 2003 | 26 июня 2004    |
| сезон 2 | 20        | 28 августа 2004  | 8 мая 2005      |
| сезон 3 | 13        | 1 апреля 2006    | 23 июля 2006    |

## Главные роли
- Ромео Миллер
- Гэри Миллер